# 篠原三代平
篠原 三代平（しのはら みよへい、1919年10月26日 - 2012年12月7日）は、日本の経済学者。一橋大学名誉教授。専門は経済理論。位階は従三位。勲二等瑞宝章受章、紫綬褒章受章、文化功労者、文化勲章受章、日本学士院賞受賞。

## 人物
富山県高岡市末広町に雑貨商の家に長男として生まれた。父は雑貨店篠原商店を経営し、母は明治の女性としては珍しく女学校を銀時計を受領し卒業し、篠原商店の経営を助けた。
高岡商業学校卒業後は高岡高等商業学校に進学した。大熊信行の講義を、大熊の著書『マルクスのロビンソン物語』や『経済本質論』を読み返しながら、熱心に聴講したが、卒業論文「経済構造と金融：理論経済学と金融理論」の指導教官は長尾義三（金融論・景気論・銀行論）であった。大熊との交流は篠原が学者となったのちも続き、夏休みには、大熊、高岡商業と東京商科大の先輩である板垣與一と軽井沢で過ごすのが恒例となっていた。1993年6月19日に開催された大熊信行先生生誕百年記念講演会では板垣の主催者代表挨拶に続いて講演（「大熊経済学の印象」）を行った。
高岡高商卒業後は、東京商科大学（現一橋大学）で中山伊知郎門下に入り経済学を学ぶが、1941年から学徒出陣、不整脈のため幹部候補生試験には不合格となり、主計伍長として富山、鹿児島で従軍。
1942年9月に大学を繰り上げ卒業した。卒業後の進路としては、高等商業学校の教師を志し、卒業2か月前に師事していた中山伊知郎に相談したところ、「遅すぎる」と言われ、結局、東京商科大学東亜経済研究所無給嘱託となることがいったん決まり、面接を受けた。ところが「実証研究には向かない」と言われ、無給嘱託の約束も取り消された。そこで、東京商科大学に特別研究生として残り、3年後に論文「雇用理論と資本理論」を完成させ、中山及び有沢広巳、森田優三が始めた大蔵省の財政経済実勢研究室の研究員に就任。
大蔵省の研究員を4年間務めたのち、一橋大学経済研究所の助教授に就任。そこで大川一司の影響を受け、理論研究から、実証研究に重点を移す。
日本経済学会会長、景気循環学会会長、財団法人アジア・クラブ理事長、統計研究会会長、アジア経済研究所会長、財団法人全国統計協会連合会大内賞委員会委員長、経済企画庁経済研究所所長、経済企画庁参与、日本銀行参与等を歴任。
中央社会保険医療協議会委員、経済企画庁景気動向指数研究会座長、経済企画庁景気基準日付検討委員会委員長、日本道路公団経営改善委員会委員長、1992年物価安定政策会議議長、総理府統計審議会会長、対外経済問題諮問委員会委員等を歴任。
1988年日本学士院賞受賞。1989年（平成元年）勲二等瑞宝章。1984年紫綬褒章
、1998年文化功労者、2006年（平成18年）文化勲章。一橋大学名誉教授、東京国際大学名誉教授。2007年（平成19年）武蔵野市名誉市民。
2012年（平成24年）12月7日、東京都内の病院で死去。93歳没。没後、従三位。
2013年（平成25年）3月28日に偲ぶ会開催、5月に『景気とサイクル』篠原三代平先生追悼特別号（景気循環学会）刊行、週刊エコノミスト連載「温経知世：経済学者の思想と理論」最終回記事（2013-12-17）は、嶋中雄二「(vol.110)篠原三代平 Miyohei Shinohara 1919-2012 実証的かつ独創的な景気循環理論」。

## 略歴
- 1919年 - 富山県高岡市生まれ
- 1932年 - 定塚小学校卒業
- 1937年 - 高岡商業学校（現富山県立高岡商業高等学校）卒業
- 1940年 - 高岡高等商業学校（現富山大学経済学部）卒業
- 1942年 - 東京商科大学（現一橋大学）卒業、東京商科大学特別研究生
- 1945年 - 大蔵省財政経済実勢研究室研究員
- 1950年 - 一橋大学助教授
- 1962年 - 一橋大学教授
- 1970年 - 経済企画庁経済研究所所長
- 1973年 - 成蹊大学教授
- 1985年 - 東京国際大学教授
- 2012年 - 死去

## 著書

### 単著
- 『所得分配と賃金構造』（岩波書店、1955年）
- 『消費函数』（勁草書房、1958年）
- 『高度成長の秘密――日本経済 15講』（日本経済新聞社、1961年）
- 『所得分配と賃金構造』（岩波書店、1961年）
- 『日本経済の成長と循環』（創文社、1961年）
- 『経済成長の構造――転機日本経済の分析』（国元書房、1964年）
- 『工業水準の国際比較』（アジア経済研究所、1965年）
- 『産業構造論』（筑摩書房、1966年）
- 『長期経済統計――推計と分析(6)個人消費支出』（東洋経済新報社、1967年）
- Structural Changes in Japan's Economic Development, (Kinokuniya, 1970).
- 『日本經濟の成長と循環』（創文社、1970年）
- 『長期経済統計――推計と分析(10)鉱工業』（東洋経済新報社、1972年）
- 『現代経済学再入門――経済学VSリアリティ』（国元書房、1978年）
- 『ミクロ経済学』（筑摩書房、1979年）
- 『経済大国の盛衰』（東洋経済新報社、1982年）
- Industrial Growth, Trade, and Dynamic Patterns in the Japanese Economy, (University of Tokyo Press, 1982).
- 『ヒューマノミクス序説――経済学と現代世界』（筑摩書房、1984年）
- 『峠みち』（勁草書房、1990年）
- 『世界経済の長期ダイナミクス――長期波動と大国の興亡』（TBSブリタニカ、1991年）
- 『経済学入門（上・下）』（日本経済新聞社［日経文庫］、1992年）
- 『戦後50年の景気循環――日本経済のダイナミズムを探る』（日本経済新聞社、1994年）
- 『長期不況の謎をさぐる』（勁草書房、1999年）
- 『経済の停滞と再生――逆転の景気を探る』（東洋経済新報社、2003年）
- 『中国経済の巨大化と香港――そのダイナミズムの解明』（勁草書房、2003年）
- 『成長と循環で読み解く日本とアジア――何が成長と停滞を生み出すのか』（日本経済新聞社、2006年）

### 共著
- （宮沢健一・水野正一）『国民所得乗数論の拡充』（有斐閣、1959年）
- （小島清・建元正弘）『経済発展と貿易――小島・篠原論争論争批判』（日本関税協会、1959年）
- （H・T・パトリック・渡部経彦・有沢広巳・内田忠夫・稲山嘉寛）『私の日本経済論』（日本経済新聞社、1965年）

### 編著
- 『中山伊知郎博士還暦記念論文集――経済の安定と進歩』（東洋経済新報社、1958年）
- 『地域経済構造の計量的分析』（岩波書店、1965年）
- 『経済成長』（筑摩書房、1970年）
- 『アメリカは甦えるか』（東洋経済新報社、1982年）
- 『第三世界の成長と安定』（日本経済新聞社、1982年）
- 『日本経済講義――データで語る経済のダイナミズム』（東洋経済新報社、1986年）
- 『国際通貨・技術革新・長期波動――世界経済の21世紀像を探る』（東洋経済新報社、1988年）
- 『日本経済のダイナミズム――「長期経済統計」と私』（東洋経済新報社、1991年）

### 共編著
- （山田雄三・小泉明）『近代経済学辞典』（春秋社、1954年）
- （森嶋通夫・内田忠夫）『新しい経済分析――理論・計量・予測』（創文社、1960年）
- （林栄夫・宮崎義一）『近代経済学講座――基礎理論篇（1-4）』（有斐閣、1961年）
- （舟橋尚道）『日本型賃金構造の研究』（労働法学研究所、1961年）
- （内田忠夫）『日本経済政策の解明（上・下）』（東洋経済新報社、1962年）
- （小泉明）『日本経済大系（1-5）』（青林書院新社、1964年）
- （鎌倉昇）『演習近代経済学(1)国民所得』（有斐閣、1964年）
- （鎌倉昇）『演習近代経済学(2)価格』（有斐閣、1964年）
- （鎌倉昇）『演習近代経済学(3)経済の構造と体制』（有斐閣、1964年）
- （藤野正三郎）『日本の経済成長――成長コンファレンスの報告と討論』（日本経済新聞社、1967年）
- （中山伊知郎）『日本経済事典』（講談社、1973年）
- （馬場正雄）『現代産業論（1-3）』（日本経済新聞社、1973年-1974年）
- 『現代経済問題の基礎知識――現実問題を通して応用能力を養う』（有斐閣、1974年）
- （川口弘）『図説日本経済論――戦後の経済発展のすがた』（有斐閣、1974年）
- （佐藤隆三）『サミュエルソン経済学体系（1-10）』（勁草書房、1979年-1997年）
- Patterns of Japanese Economic Development: A Quantitative Appraisal, co-edited with Kazushi Ohkawa, (Yale University Press, 1979).
- （長谷山崇彦・柳原透）『2000年のアジア――持続する高成長の秘密』（有斐閣、1984年）
- （鈴木幸夫）『円高・空洞化国際協調への戦略』（東洋経済新報社、1987年）
- （田原昭四）『新しい景気の読み方』（東洋経済新報社、1988年）
- （フーチェンロー）『世界経済調整とアジア太平洋経済の将来』（アジア経済研究所、1989年）

### 訳書
- J・ロビンソン『雇用理論研究――失業救済と国際収支の問題』（東洋経済新報社、1955年）
- L・R・クライン『ケインズ革命』（有斐閣、1965年）